# 이스라엘의 행정 구역
이스라엘의 행정 구역은 6개의 구와 이들 구에서 또 15개 군, 50개의 자연 지역으로 구성되어 있다.